# Fibra de carboni

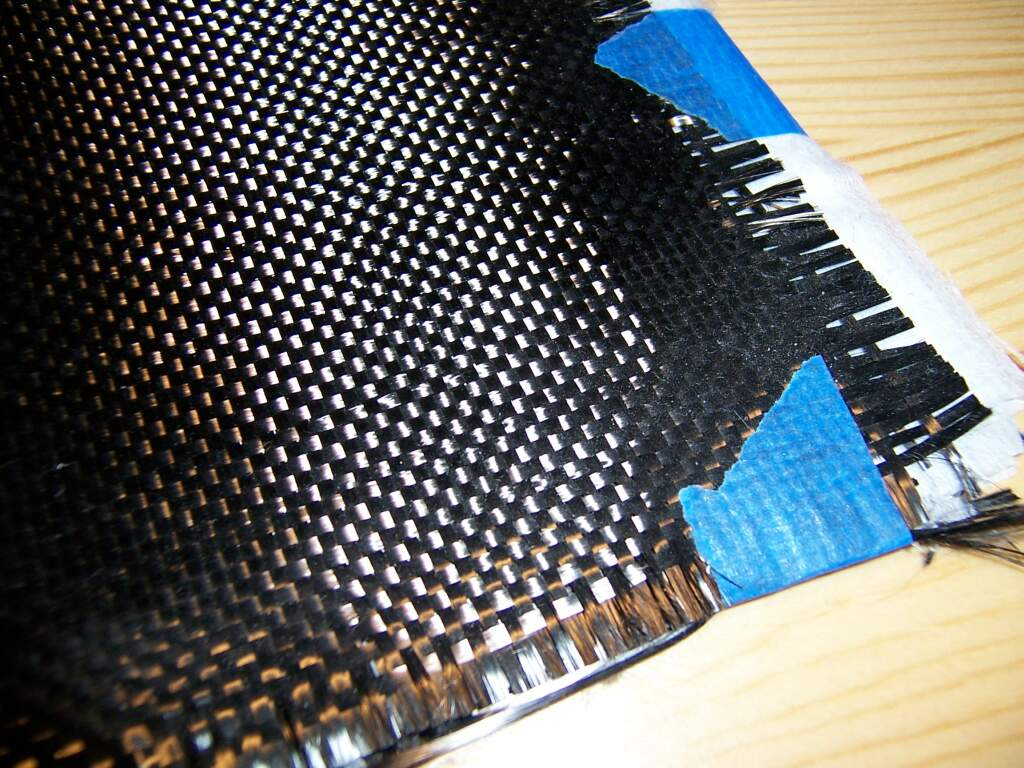
Teixit de fibra de carboni

La fibra de carboni és un material compost, fabricat a partir d'una matriu de polímer consolidats amb fibra de carboni. Cada fibra està feta de milers de fibres de carboni d'un diàmetre d'entre 5 i 8 micròmetres [µm].
Al tractar-se d'un material compost, en la majoria dels casos aproximadament un 75% - s'utilitzen polímers termoestables. El polímer és habitualment una resina epoxi, de tipus termoestable tot i que d'altres polímers, com el polièster o el vinilèster també s'utilitzen com a base per a la fibra de carboni encara que estan caient en desús.
Les característiques d'aquest material són:
- Com en altres materials compostos, s'uneixen les característiques de la matriu amb les de les fibres per aconseguir un teixit d'alta resistència, lleuger i força elàstic.
- La matriu polimèrica garanteix que sigui un bon aïllant tèrmic i el tractament realitzat en la resina epoxi assegura que tingui propietats ignífugues.
- És molt resistent als canvis de temperatura, i conserva la seva forma.
- Baixa densitat, en comparació amb altres materials com l'acer.
- Resistent a agents externs.

L'únic problema que té és el seu elevat cost de producció: el cost de la fibra de carboni és deu vegades més cara que l'acer.
Les raons de l'elevat preu dels materials realitzats amb fibra de carboni es deu a diversos factors: 
- El reforç, fibra, és un polímer sintètic que requereix un car i llarg procés de producció. Aquest procés es realitza a alta temperatura -entre 1.100 i 2.500 °C- en atmosfera d'hidrogen durant setmanes o també mesos segons la qualitat que es desitgi d'obtenir, ja que poden realitzar-se processos per millorar algunes de les seves característiques una vegada s'ha obtingut la fibra.
- L'ús de materials termoestables dificulta el procés de creació de la peça final, ja que cal un complex utillatge especialitzat, com el forn autoclau.

No obstant això, es preveu que el seu cost disminueixi gràcies a l'ús intensiu del material en la indústria automobilística i aeroespacial.